# Missing You
Missing You és una sèrie de televisió produïda per a Netflix, adaptada d'una novel·la de Harlan Coben, que és alhora el productor executiu de la sèrie. Es va estrenar l'1 de gener de 2025, amb subtítols en català.

## Producció
El gener de 2024, es va anunciar que Netflix adaptaria Missing You de Harlan Coben, que també seria el productor executiu de la sèrie a través de la seva empresa Final Twist Productions.
La sèrie va ser produïda per Quay Street Productions. És escrita per Victoria Asare-Archer i dirigida per Sean Spencer. Els productors executius juntament amb Coben són Nicola Shindler, Richard Fee, Asare-Archer i Danny Brocklehurst. Guy Hescott n'és el productor.
La sèrie compta amb Rosalind Eleazar com protagonista juntament amb Richard Armitage, i també es va confirmar la presència de Lenny Henry, Samantha Spiro, Steve Pemberton, Lisa Faulkner i Paul Kaye. A final de març de 2024, es va veure l'actor Ashley Walters al plató de Manchester i es va confirmar en el repartiment el juny de 2024, juntament amb James Nesbitt i el músic Matt Willis.
El rodatge es va iniciar el març de 2024 i va tenir lloc a llocs com Le Mans Crescent i Victoria Square, de Bolton. El rodatge també va tenir lloc al centre de la ciutat de Manchester, i a Parkgate, a la península de Wirral.